# Sławomir Łubiński
Sławomir Łubiński (ur. 26 kwietnia 1934 w Warszawie, zm. 15 lutego 2023) – polski prozaik i scenarzysta filmowy. Pracował jako goniec, laborant, zaopatrzeniowiec i akwizytor. W latach 1964–1980 był redaktorem prasy codziennej.

## Proza
- Wzgórze 41,9 (1973)
- Ballada o Januszku (1979)
- Profesjonaliści (1984)
- Jak kulawy ze ślepą (2005)

## Poezja
- Przeleciał czarny ptak (2008)

## Teatr
- Zwykły dzień pewnego lata

## Scenariusz
- Z soboty na poniedziałek (1989)

## Adaptacje filmowe
- Ballada o Januszku (1987)